# Mas de Fortet
Mas de Fortet és una masia de Capafonts (Baix Camp) que actualment es fa servir a casa de colònies.
Es troba entre el Molí de Més Amunt i el del Mig, prop del riu Brugent, a la partida dels Pedrancots, de la qual és límit. Té una font i bona hisenda de secà, a més de bosc propi. Gran casa de masia, de planta rectangular. Obra de paredat, recentment restaurada amb gust. Formen la masia, a més de la gran casa central, una sèrie d'edificis petits, antigues dependències agrícoles, ara adaptades per serveis. Masia anterior al segle xviii, és la més important del terme. L'han refet fa pocs anys i pertany a una escola de Barcelona, que la dedica a colònies d'estiu. Un document de 1879 parla del «mas del fortet en la pieza cadenetas».